# Paige Spara

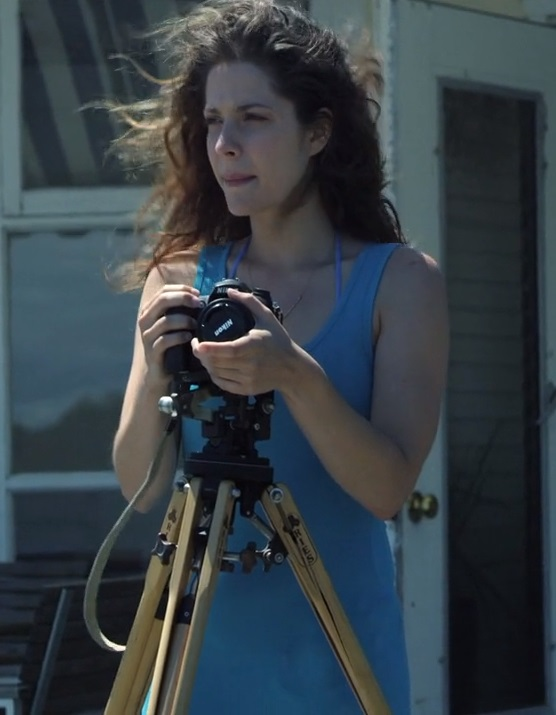
Paige Spara, 2014

Paige Spara (* 9. August 1989 in Washington, Pennsylvania) ist eine US-amerikanische Filmschauspielerin.

## Leben und Karriere
Spara studierte zwei Jahre Schauspiel an der Private Point Park University in Pittsburgh, bevor sie an das Marymount Manhattan College wechselte und 2012 ihren Abschluss in Theater-Performance machte.
Ihr Filmdebüt hatte sie 2010 in dem Kurzfilm Prospect Street. 2015 folgte dann eine erste Serien-Rolle in der Sitcom Kevin from Work, in welcher sie die „Audrey Piatigorsky“ für zehn Folgen spielte. 2017 verkörperte sie die Barkeeperin in der Komödie Liebe zu Besuch. Seit 2017 spielt sie „Lea Dilallo“ in der Serie The Good Doctor.

## Filmografie (Auswahl)
- 2010: Prospect Street (Kurzfilm)
- 2014: What Showers Bring (Kurzfilm)
- 2014: After the Hurricane (Kurzfilm)
- 2015: Kevin from Work (Fernsehserie, 10 Folgen)
- 2017: Liebe zu Besuch (Home Again)
- 2017: Lauv – I Like Me Better (Musikvideo)
- 2017–2024: The Good Doctor (Fernsehserie)
- 2019: She’s in Portland
- 2019: Stale Ramen (Kurzfilm)
- 2020: Sidny X Chaix – Just Friends (Musikvideo)